# Gönitz, Šentpavel v Labotski dolini
Gönitz je naselje v Občini Šentpavel v Labotski dolini v Okraju Volšperk na Koroškem v Avstriji.